# جگوار ایکس‌کی۱۴۰

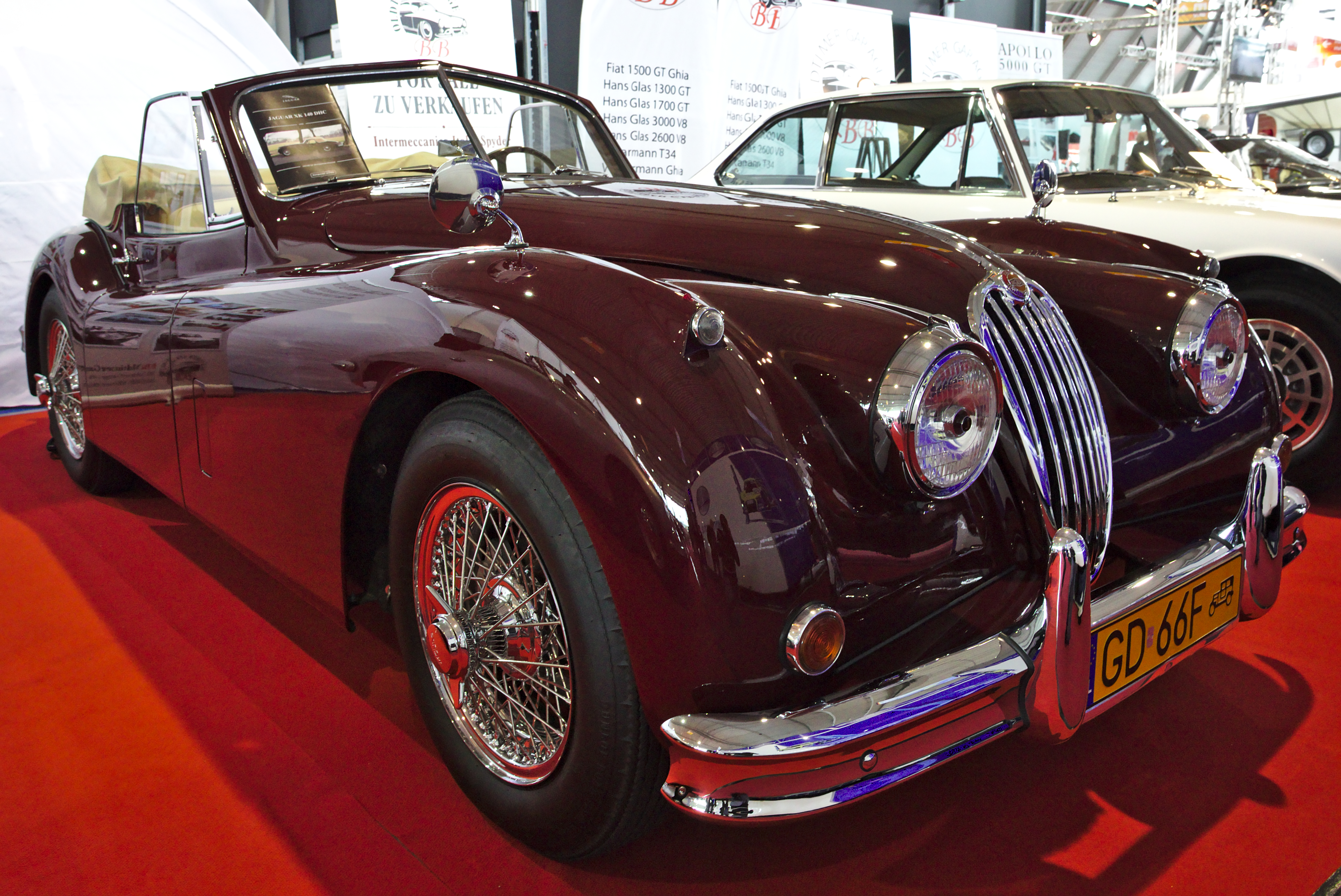

جگوار ایکس‌کی۱۴۰ (Jaguar XK۱۴۰) خودرویی است که در سال‌های ۱۹۵۴–۱۹۵۷تولید شده‌است.
این خودرو در کلاس خودرو اسپورت قرار گرفته، طراحی آن خودروهای موتور جلو-محور عقب بوده است. 